# Iosif Aloiz Kessler
Iosif Aloiz Kessler (en ruso: Иосиф Алоиз Кесслер; Obrogowka, 12 de agosto de 1862-Zinnowitz, 9 de diciembre de 1933) fue un prelado católico ruso. Se desempeñó como obispo de Tiráspol entre 1904 y 1930, y como arzobispo titular de Bosporus desde 1930 hasta su fallecimiento.

## Biografía
Kessler provenía de una familia católica de origen alemán. En 1889, después de estudiar teología en Sarátov, fue ordenado sacerdote. Estudió en la Academia Teológica de San Petersburgo y se graduó con una maestría en teología. Comenzó su trabajo pastoral como vicario en Sarátov. En 1892 fue sacerdote del decanato de Simferópol, en 1895 sacerdote en Sulz, de 1899 a 1903 inspector del seminario de Sarátov y desde 1904 canónigo en Sarátov.
Kessler fue nombrado obispo de Tiráspol el 1 de abril de 1904 por Pío X. Recibió la consagración episcopal el 10 de noviembre de 1904 de manos del arzobispo de Mogilev Jerzy Józef Elizeusz Szembek.
Durante su época como obispo, fundó una editorial de literatura espiritual, apoyó el trabajo de los monjes, visitó todos los decanatos de la diócesis y realizó alrededor de 75.000 confirmaciones.
Antes de la invasión bolchevique, Kessler abandonó la ciudad de Sarátov el 14 de agosto de 1918 y caminó hacia Odessa. Cuando los comunistas estaban a punto de tomar el poder en Odessa, el obispo escribió una carta de advertencia a la nación, calificando al gobierno bolchevique de «toma del poder por parte de un anticristo» y exigiendo que cualquiera que se uniera a este poder fuera excluido de la iglesia. El nuevo gobierno soviético fortaleció sus esfuerzos por localizar a Kessler lo más rápidamente posible. Kessler intentó abandonar Rusia en secreto e ir a Besarabia (actual Moldavia), donde algún tiempo antes había sido sacerdote del pueblo de Krasna. En 1922 viajó a los Estados Unidos. Allí, Kessler se ocupó de recolectar donaciones para las personas hambrientas en la región del Volga.
El 23 de enero de 1930, el Papa Pío XI aceptó su renuncia a la diócesis de Tiráspol y lo nombró arzobispo titular del Bósforo.
Pasó el resto de su vida en Alemania, en Zinnowitz, en la isla de Usedom.